# Краснополь (гміна)
Гміна Краснополь (пол. Gmina Krasnopol) — сільська гміна у східній Польщі. Належить до Сейненського повіту Підляського воєводства.
Станом на 31 грудня 2011 у гміні проживало 3973 особи.

## Територія
Згідно з даними за 2007 рік площа гміни становила 171.63 км², у тому числі:
- орні землі: 65.00%
- ліси: 21.00%

Таким чином, площа гміни становить 20.05% площі повіту.

## Населення
Станом на 31 грудня 2011:
| Опис     | Загалом | Загалом | Чоловіки | Чоловіки | Жінки | Жінки |
| -------- | ------- | ------- | -------- | -------- | ----- | ----- |
| одиниця  | осіб    | %       | осіб     | %        | осіб  | %     |
| все      | 3973    | 100     | 2049     | 51.57    | 1924  | 48.43 |
| міське   | 0       | 100     | 0        |          | 0     |       |
| сільське | 3973    | 100     | 2049     | 51.57    | 1924  | 48.43 |

## Сусідні гміни
Гміна Краснополь межує з такими гмінами: Ґіби, Новінка, Пунськ, Сейни, Сувалки, Шиплішкі.